# Gangs of New York: Music from the Miramax Motion Picture
Gangs of New York: Music from the Miramax Motion Picture is de soundtrack van de historische misdaadfilm Gangs of New York (2002). De originele filmmuziek werd gecomponeerd door Howard Shore. Verder bevat het album ook Ierse muziek uit de 19e eeuw en hedendaags nummers van onder meer U2 en Peter Gabriel.

## Achtergrond

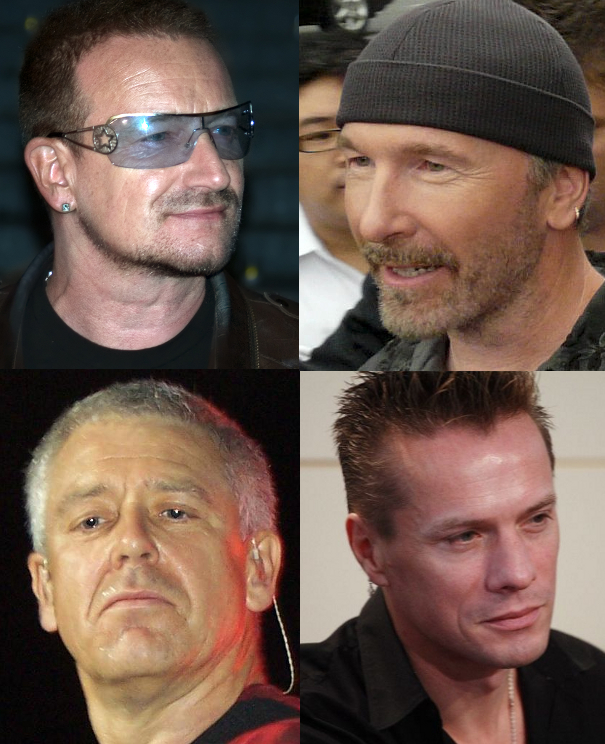
De band U2 won een Golden Globe voor het nummer "The Hands That Built America".

De soundtrack van de film zou oorspronkelijk gecomponeerd worden door Elmer Bernstein, met wie regisseur Martin Scorsese eerder al had samengewerkt aan onder meer Cape Fear (1991) en Bringing Out the Dead (1999). De door Bernstein gecomponeerde muziek werd uiteindelijk geweigerd en vervangen door een soundtrack van Howard Shore en hedendaagse nummers van U2 en Peter Gabriel. Het originele nummer "The Hands That Built America" van U2 won een Golden Globe en werd daarnaast genomineerd voor een Oscar en Grammy Award. Het volledige album werd eveneens genomineerd voor een Grammy Award.
Het nummer "Dionysus" van de Engelse componiste Jocelyn Pook werd oorspronkelijk geschreven voor de orgiescène van de film Eyes Wide Shut (1999). Toen regisseur Stanley Kubrick uiteindelijk een ander nummer van de componiste voor de soundtrack van Eyes Wide Shut koos, besloot Pook het nummer "Dionysus" voor Gangs of New York te gebruiken.

## Tracklist
1. "Brooklyn Heights" 1 (Howard Shore) – 2:16
2. Afro Celt Sound System: "Dark Moon, High Tide" (Simon Emmerson, Davy Spillane, Martin Russell) – 4:06
3. U2 met Sharon Corr en Andrea Corr: "The Hands That Built America (Theme from Gangs of New York)" (Bono, The Edge, Adam Clayton, Larry Mullen jr.) – 4:35
4. Othar Turner en The Rising Star Fife and Drum Band: "Shimmy She Wobble" (Othar Turner) – 3:37
5. Sidney Stripling: "Breakaway" (traditional) – 3:32
6. Peter Gabriel feat. Nusrat Fateh Ali Khan: "Signal to Noise" [instrumental mix] (Peter Gabriel) – 3:32
7. Finbar Furey: "New York Girls" (traditional) – 4:03
8. Jimpson and Group: "The Murderer's Home" (traditional) – 0:47
9. Jocelyn Pook: "Dionysus" (Jocelyn Pook) – 4:52
10. "Brooklyn Heights" 2 (Howard Shore) – 2:00
11. Mariano De Simone: "Morrison's Jig/Liberty" (traditional) – 1:46
12. Shu-De: "Durgen Chugaa" (traditional) – 0:53
13. Maura O'Connell: "Unconstant Lover" (traditional) – 2:34
14. Vittorio Schiboni, Massimo Giuntini, Rodrigo D'Erasmo and Mariano De Simone: "Devil's Tapdance" (traditional) – 1:47
15. Anxi Jiang: "Beijing Opera Suite" (Da-Can Chen) – 3:27
16. Linda Thompson: "Paddy's Lamentation" (traditional) – 2:53
17. "Brooklyn Heights" 3 (Howard Shore) – 3:15